# Liriomyza cannabis
Liriomyza cannabis este o specie de muște din genul Liriomyza, familia Agromyzidae, descrisă de Friedrich Georg Hendel în anul 1931. Conform Catalogue of Life specia Liriomyza cannabis nu are subspecii cunoscute.